# 布盧姆菲爾德鎮區 (愛荷華州克林頓縣)
布盧姆菲爾德鎮區（英語：Bloomfield Township）是位於美國愛荷華州克林頓縣的一個行政鎮區。

## 地方資料
根據2010年美國人口普查的數據，布盧姆菲爾德鎮區的面積為93.81平方千米，當中陸地面積為93.76平方千米，而水域面積為0.05平方千米。當地共有人口865人，而人口密度為每平方千米9.22人。